# Тауразі
Тауразі (італ. Taurasi) — муніципалітет в Італії, у регіоні Кампанія,  провінція Авелліно.
Тауразі розташоване на відстані близько 230 км на південний схід від Рима, 65 км на схід від Неаполя, 17 км на північний схід від Авелліно.
Населення — 2409 осіб (2014).
Покровитель — San Marciano.

## Демографія
Населення за роками:

Станом на 1 січня 2023 року в муніципалітеті офіційно проживало 55 іноземців з 13 країн, серед них 24 громадяни країн Євросоюзу та 9 громадян України.

## Сусідні муніципалітети
- Лапіо
- Луогозано
- Мірабелла-Еклано
- Монтемілетто
- Сант'Анджело-алл'Еска
- Торре-Ле-Ночелле